# Rosenhügel-Filmstudios

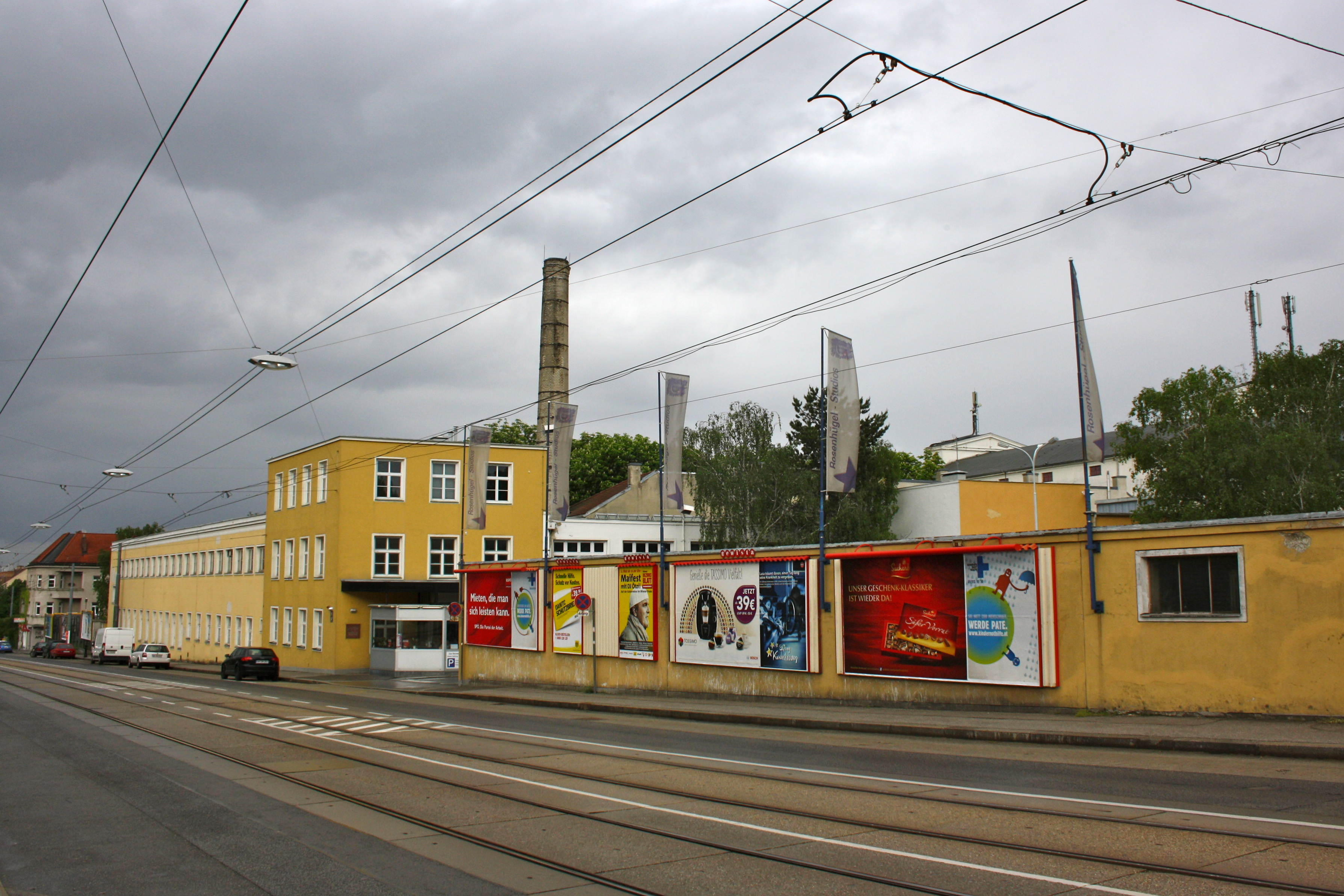
Ehemaliges Studiogelände an der Speisinger Straße

Die Rosenhügel-Filmstudios wurden zwischen 1919 und 1923 von der Vita-Film am Rosenhügel im Süden von Wien erbaut. Der Eingang zu den ehemaligen Studios befindet sich in der heutigen Speisinger Straße 121 im 23. Wiener Gemeindebezirk Liesing. Sie galten bei ihrer Eröffnung als größte und modernste Studios Österreichs, noch vor den Studios der konkurrierenden Sascha-Film in Sievering.
Teile der im Jahr 2015 abgerissenen Studiohallen stehen seit 2011 unter Denkmalschutz und sind erhalten geblieben.

## Geschichte

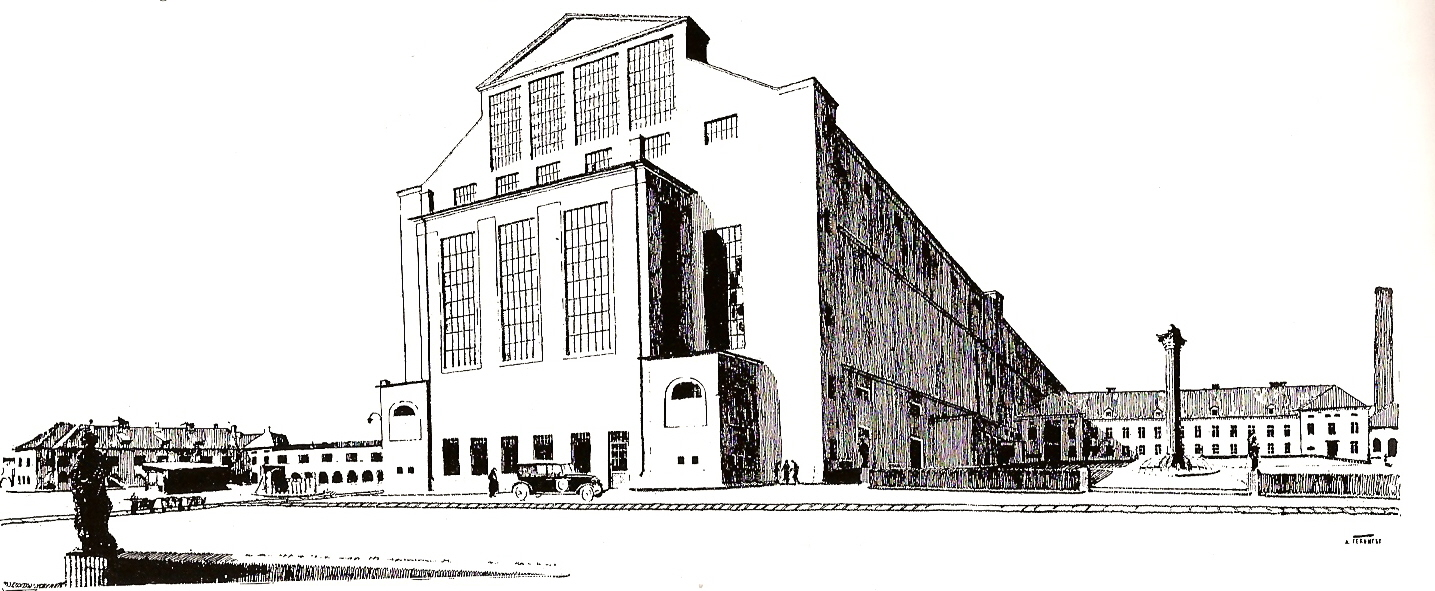
Haupthalle der 1923 fertiggestellten Vita-Film-Ateliers am Rosenhügel.

Noch vor Eröffnung der Studios wurden am Gelände ab 1921 Dreharbeiten durchgeführt. So wurde etwa bereits 1922 der Monumentalfilm Samson und Delila fertiggestellt, was sich die Vita-Film 12 Millionen Kronen kosten ließ. Als die Vita-Film während der europäischen Filmwirtschaftskrise, ausgelöst durch eine Flut billiger, aber qualitativer US-amerikanischer Filme im Jahre 1924 pleiteging, standen die Ateliers fast durchgehend bis 1933 leer. Dann wurden sie von der ehemals österreichischen Tobis-Sascha Filmindustrie übernommen, welche die Krise der vorangegangenen Jahre nur durch den Verkauf an das deutsche Tobis-Tonbild-Syndikat überlebte. Mit dem frischen Kapital des Neu-Eigentümers ausgestattet, konnten die Studios modernisiert und für den Tonfilm adaptiert werden. Das Aushängeschild des „Wiener Films“ der 1930er-Jahre, Maskerade von Willi Forst mit Paula Wessely, wurde dort im März 1934 abgedreht.
Nach 1934 stellte die Tobis-Sascha keine Filme mehr in Eigenproduktion her, die Studios wurden ausschließlich an andere Produzenten vermietet. So wurden beispielsweise die Innenaufnahmen zur bekannten Komödie Hotel Sacher zwar in den Rosenhügel-Studios gedreht, Produzent war jedoch die Mondial-Film. Zu dieser Zeit war Albert Göring, der Bruder Hermann Görings, technischer Direktor der Tobis-Sascha.

### NS-Zeit

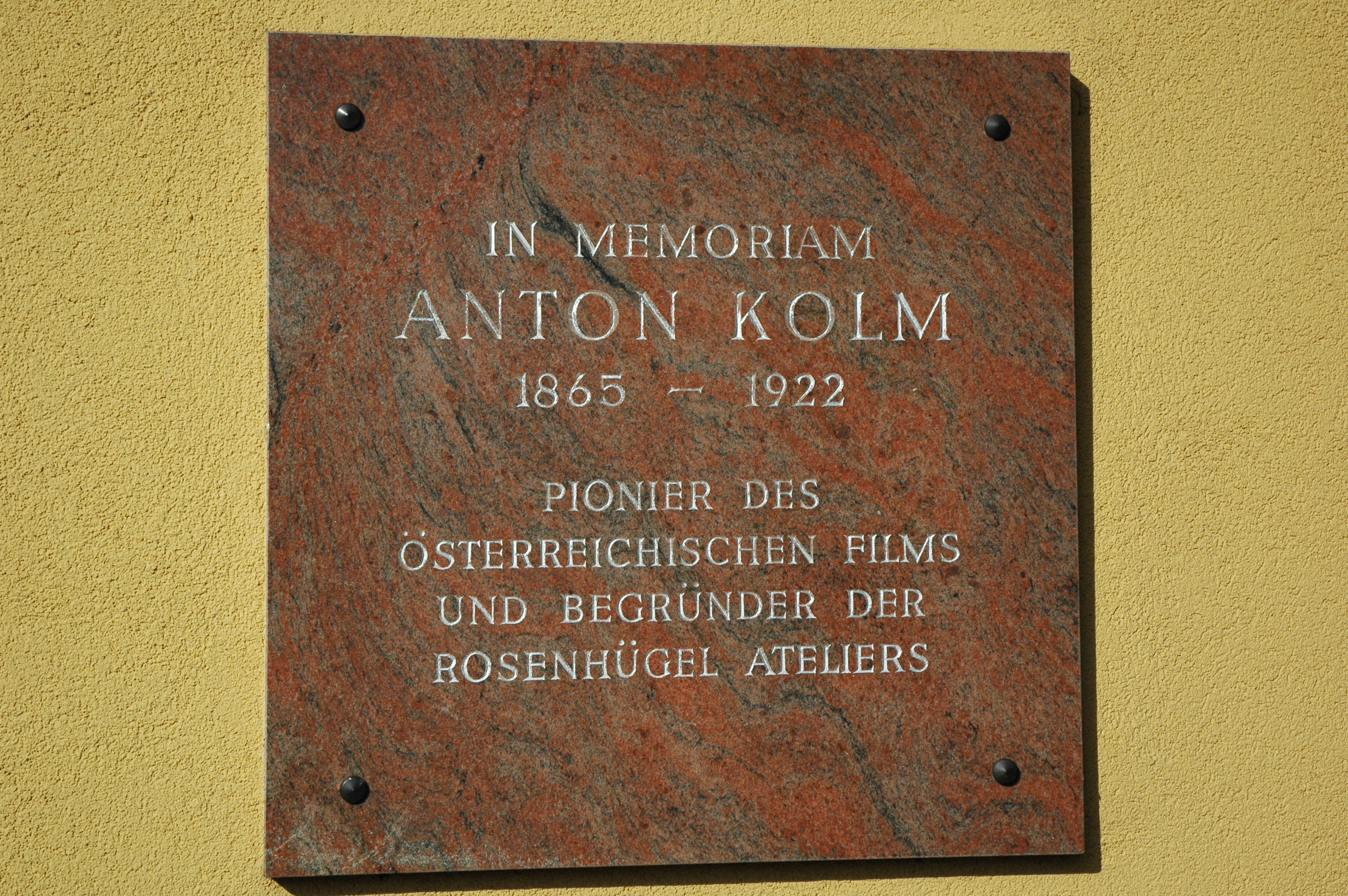
Gedenktafel an den Gründer der Studios, Anton Kolm.

Mit dem „Anschluss“ Österreichs an Deutschland brachten die Nationalsozialisten die gesamte deutschsprachige Filmwirtschaft rasch unter ihre Kontrolle. Auch die vormals von den jüdischen Pilzer-Brüdern um Oskar Pilzer kontrollierte Eigentümergesellschaft Tobis-Sascha wurde arisiert und als Wien-Film neu gegründet. Von 1939 bis 1941 wurde neben den Rosenhügel-Ateliers ein Synchronhallenkomplex mit einer großen und einer kleinen Synchronisationshalle, Schneideräumen und Büros errichtet. Joseph Goebbels soll den Bau der „Synchronhalle“ selbst in Auftrag gegeben haben, um Propagandafilme der Nazis mit den damaligen Filmstars der UFA in Wien drehen zu können. Für schnelle Transportwege waren ein eigener Flughafen sowie eine U-Bahn Station direkt vor dem Eingang der Filmstudios geplant.
Während des Nationalsozialismus war die Wien-Film Ges.m.b.H. mitsamt ihren Studios, darunter die Rosenhügel-Studios, einer der größten Filmproduzenten im Deutschen Reich. Die meisten ihrer Filme hatten getreu dem NS-Motto Kraft durch Freude eher unterhaltsamen Inhalt, es wurden jedoch auch einige Propagandafilme wie Heimkehr (1941) am Rosenhügel gedreht. Kurz vor Ende des Zweiten Weltkriegs erhielt der Personalreferent der Wien-Film, Dr. Prohaska, den Auftrag, die Studios zu sprengen, um sie nicht in die Hände der Roten Armee fallen zu lassen. Der Produktionsleiter der Studios, Karl Hartl, konnte dies mit einigen weiteren Mitarbeitern eigenen Angaben nach verhindern.

### Nachkriegszeit

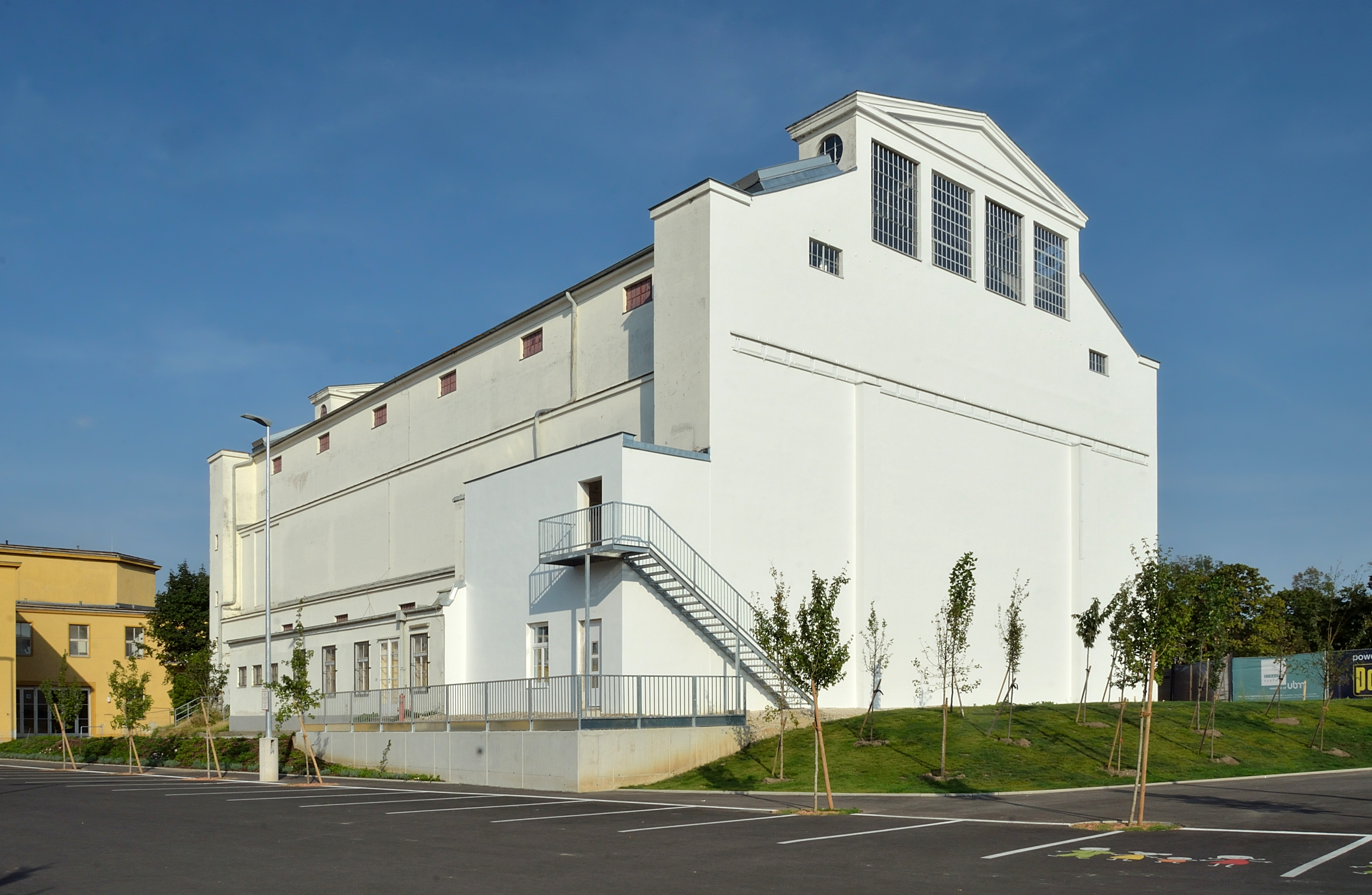
Außenansicht Halle I (2016)

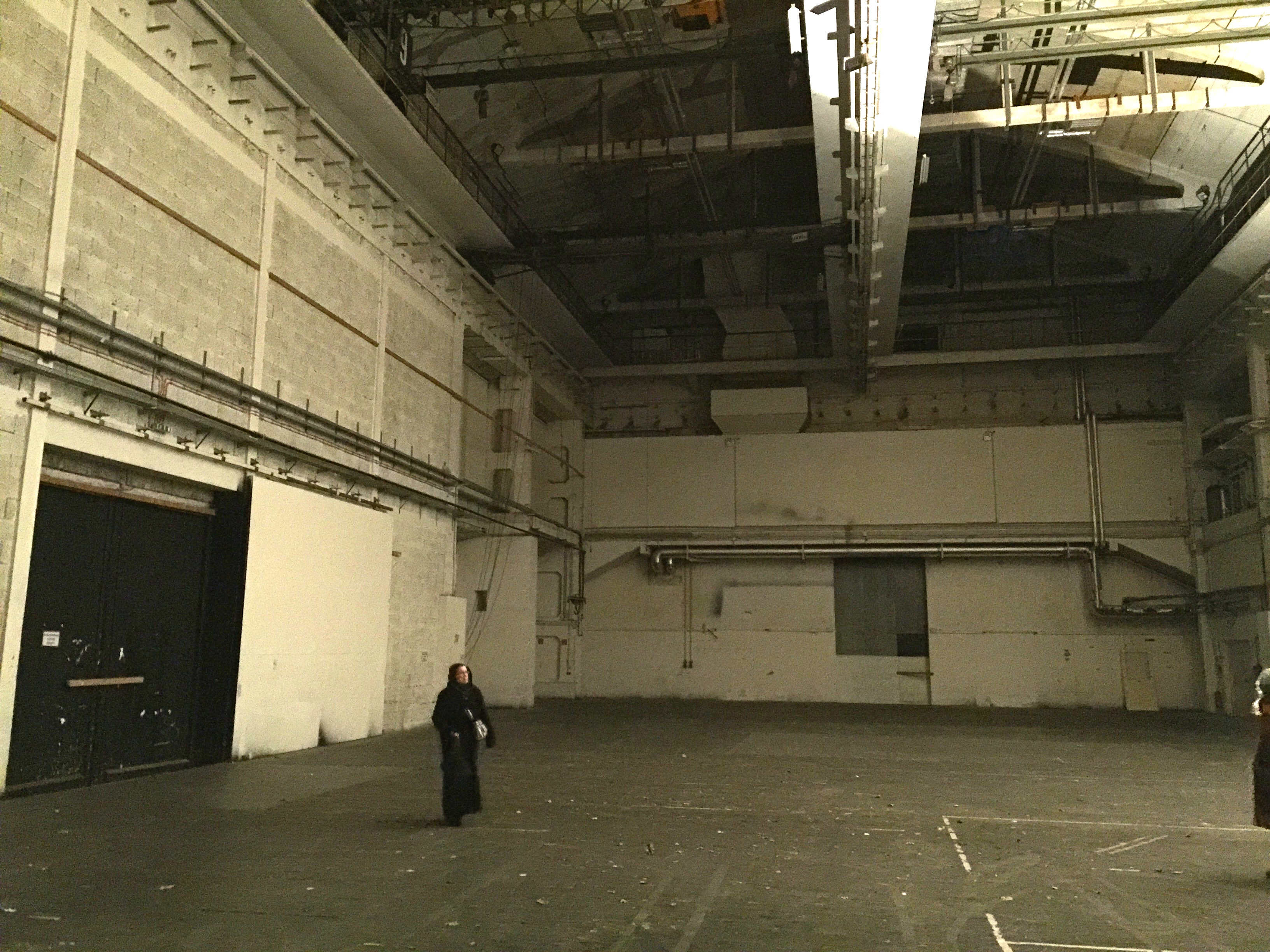
Innenansicht Halle I

Nach Ende des Zweiten Weltkriegs wurde Wien von den vier Alliierten Mächten in Besatzungszonen aufgeteilt. Bis dahin „deutsches Eigentum“ wurde beschlagnahmt. Während die Studios in Sievering und die Zentrale in der Siebensterngasse den Amerikanern unterstellt waren, fielen die Rosenhügel-Studios den Sowjets zu. Diese führten den Studiobetrieb im Rahmen der USIA unter dem Namen „Wien-Film am Rosenhügel“ bis 1955 weiter.
Nach Abzug der Alliierten und der Wiedererlangung der staatlichen Souveränität Österreichs gingen die Rosenhügel-Studios in den Besitz der nun staatlichen Wien-Film über. Diese stellte die Studios noch bis Mitte der 1960er Jahre in- und ausländischen Filmproduktionen zur Verfügung. Im Zuge der durch das Fernsehen ausgelösten Filmkrise zeigte sie jedoch kein Interesse mehr an der Fortführung der Filmproduktion am Rosenhügel. Personal wurde gekündigt und Verhandlungen mit dem ORF über einen Verkauf aufgenommen. Dieser erhielt 1966 auch Rosenhügel-Studios, während die Synchronhalle im Besitz der Wien-Film blieb.
Zwischen 1965 und 1976 wurden keine Kinofilme am Rosenhügel gedreht, die Ateliers wurden ausschließlich für Fernsehproduktionen genutzt. Ab 1975 entstand hier die kontrovers aufgenommene Fernsehserie Ein echter Wiener geht nicht unter mit Karl Merkatz als Edmund „Mundl“ Sackbauer. Die Produktionsverhältnisse wurden als „ziemlich prosaisch“ geschildert. Nach der Fertigstellung des ORF-Zentrums Küniglberg verlor der Rundfunk allmählich das Interesse an den Studios.

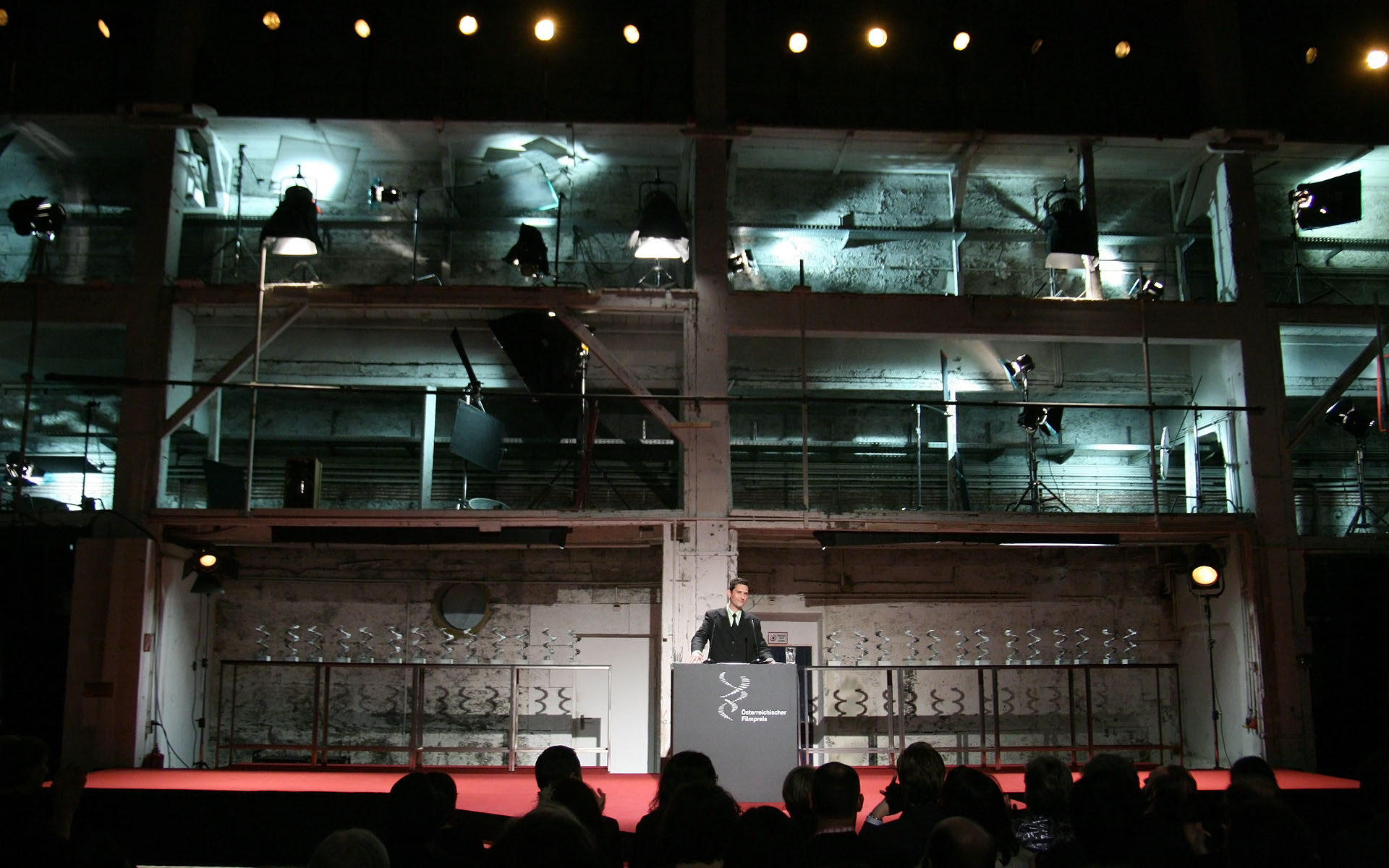
Vergabe des Österreichischen Filmpreises 2012 in der Halle I

1990 drohte der Abbruch der Studioanlagen, da an jener Stelle ein Einkaufszentrum geplant war. Dies konnte mit Unterstützung von Stadt Wien und Bund durch die Unterzeichnung eines Pachtvertrages mit der neu gegründeten Filmstadt Wien StudioGesmbH, einer aus vier Filmproduzenten und einem Unternehmer bestehende Gesellschaft, verhindert werden. Zu diesen jeweils 10 bis 35 % Anteil besitzenden Gesellschaftern zählt Kurt Mrkwicka, der über 35 % verfügt und Geschäftsführer der Gesellschaft ist. Der neue Betreiber ließ die Studios renovieren und 1996 als Four-Wall-Studiobetrieb mit Film-Wirtschaftspark wiedereröffnen. Die Studios werden seither an Film- und Fernsehgesellschaften vermietet. Mit Stand 2008 waren dort rund 300 Personen in rund zwei Dutzend Unternehmen beschäftigt.
Anfang Oktober 2008 bestätigte der ORF Gerüchte, dass der Verkauf der Rosenhügel-Studioanlagen geplant sei. Der Mindestkaufpreis war mit 14 Millionen Euro veranschlagt. Die Filmstadt Wien-GmbH siedelte nach Ablauf des Pachtvertrages, der durch Nutzung einer Option von 2009 auf 2014 verlängert wurde, ins neu errichtete Media Quarter Marx über.

### Abriss und Neubebauung des Areals

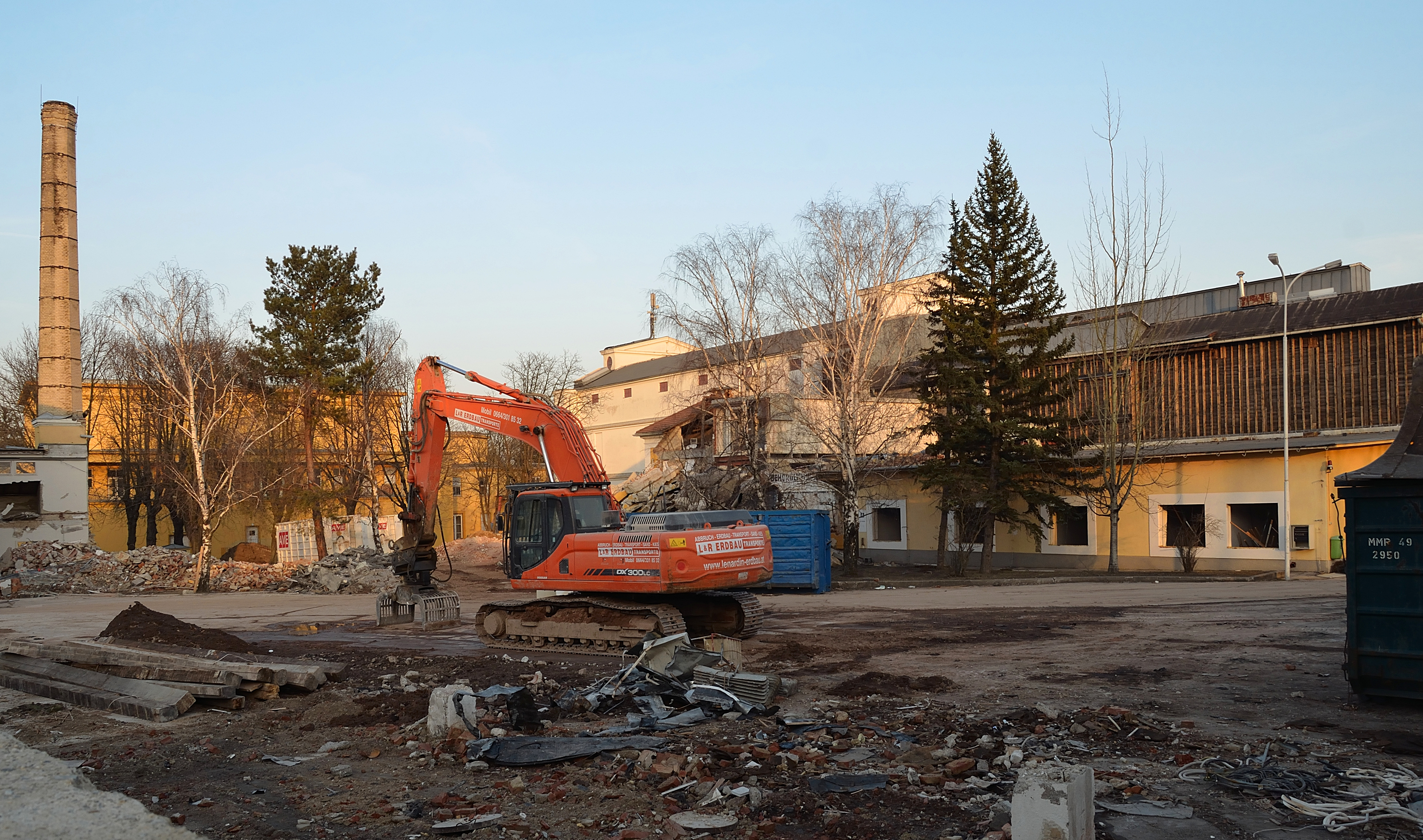
Abbruch (2015)

Seit 2014 ist das Areal der ehemaligen Rosenhügel-Filmstudios ein Stadtentwicklungsgebiet der Stadt Wien. Zur Neugestaltung des Areals fand ein Architekturwettbewerb statt, den die Architekten Berger+Parkinnen & Christoph Lechner sowie das Pariser Büro Beckmann/N'Thepe gewannen. Bis Mai 2018 entstanden unter dem Projektnamen Der Rosenhügel 204 Eigentumswohnungen auf sieben Wohnhäusern, ein Kindergarten und ein Supermarkt. Teile der ehemaligen Filmstudios blieben dank Denkmalschutz erhalten: Die Halle 1, die erste Kunstlichtaufnahmehalle, dient heute als Trainingseinrichtung der rhythmischen Gymnastik, betrieben durch die ANPO Sporthalle GmbH.

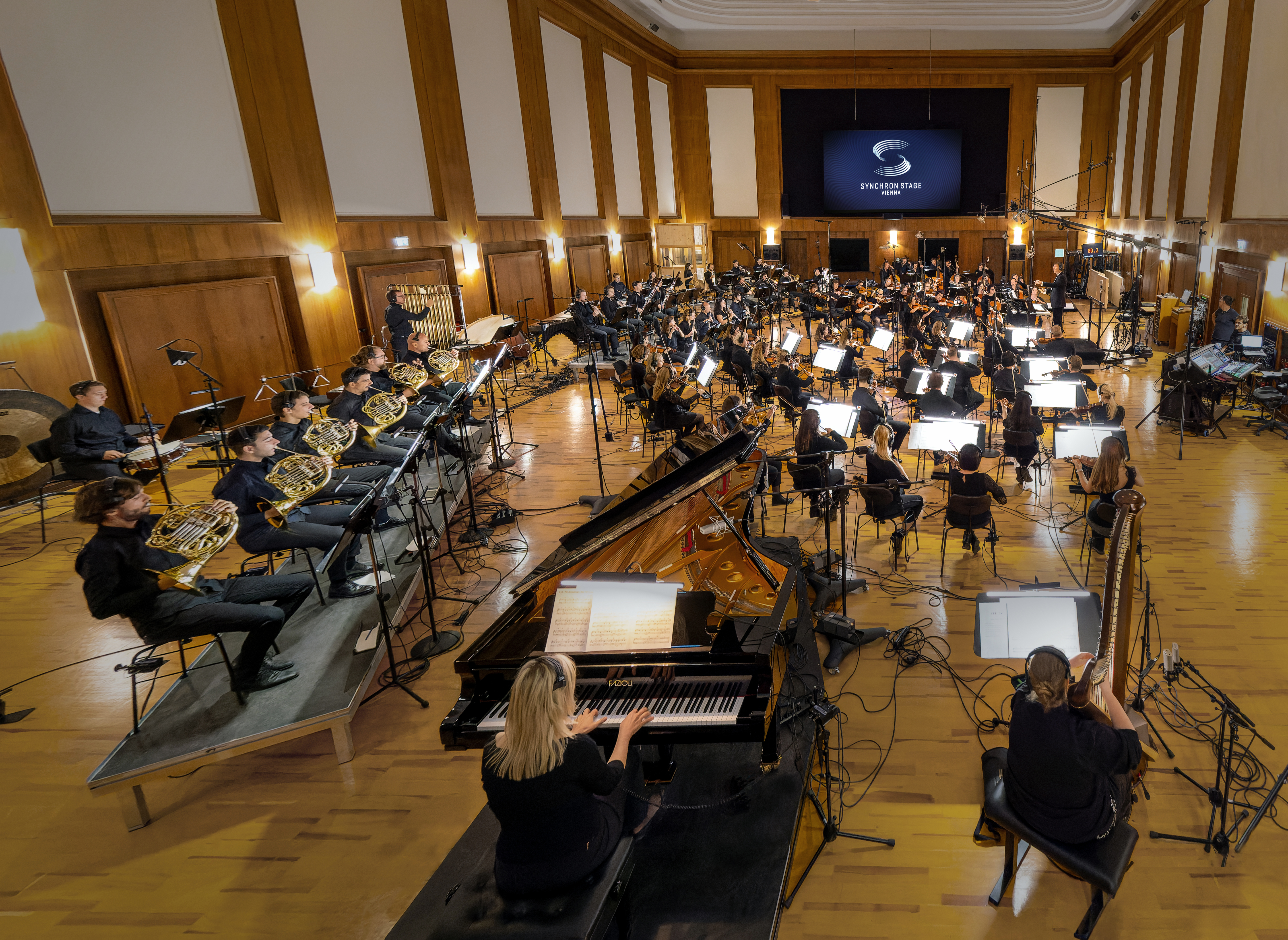
Große Aufnahmehalle „Stage A“ der Synchron Stage Vienna 2022

Die Halle 6 („Synchronhalle“) wurde 2013 von der Vienna Symphonic Library gekauft und in Zusammenarbeit mit der renommierten Walters-Storyk Design Group sowie den Architekten Schneider+Schumacher zu einer weltweit einzigartigen Musikproduktionsstätte ausgebaut. Nach der Fertigstellung im September 2015 verfügt die Synchron Stage Vienna über mehrere Aufnahme- und Regieräume, Editing-Studios, Einzelkabinen („Iso Booths“), zwei Instrumentenlager mit mehreren Klavieren und Konzertflügeln und ca. 300 Schlaginstrumenten, ein Notenarchiv, Aufenthaltsräume sowie Büros und Lounges für Komponisten, Produzenten, Mitarbeiter und Gäste auf insgesamt über 2000 m². Das Herzstück der modernen Musikproduktionsstätte ist die große Aufnahmehalle, Stage A: Mit ihren 540 m² bietet sie Platz für ein bis zu 130 Personen umfassendes Orchester.
Von der ursprünglichen Verwendung zur Filmvertonung zeugt hier noch die erhaltene, dreimanualige „Lenkwil“-Kinoorgel, die neben vielen Schlagwerkregistern auch über Geräuscheffekte wie z. B. Donnergrollen, Autohupen, Pferdegalopp, Vogelgezwitscher oder Meeresrauschen verfügt. Die Orgel ist die weltweit einzige ihrer Gattung, die auch heute noch in ihrer ursprünglichen Umgebung einer Scoring Stage integriert ist, und der Grund, warum das Gebäude 2009 unter Denkmalschutz gestellt wurde.
Aufgrund des wieder steigenden Bedarfs an Studioaufnahmen errichtete ein Konsortium, bestehend u. a. aus der Wien Holding die HQ7 Studios in Wien-Simmering als Nachfolger der historischen Studioanlagen.

## Architektur und Technik

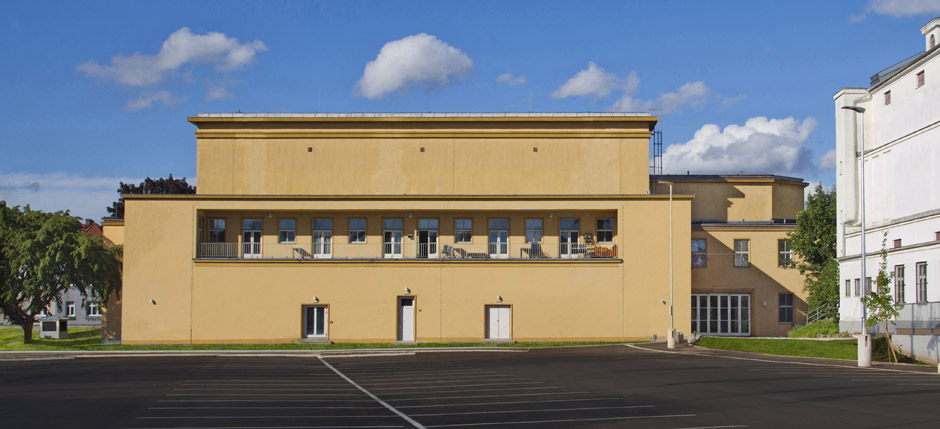
Gebäude der Synchron Stage Vienna neben der Halle I (2015)

Die größte der aus Stahl und Beton errichteten und teils mit Glasfassaden versehenen Hallen, die 2015 abgerissene Haupthalle, war 24 Meter breit, fast doppelt so hoch und 90 Meter lang. Für Unterwasseraufnahmen existierte ein drei Meter tiefes Bassin. Für die Stromversorgung der unter anderem 260 Lampen und 60 Scheinwerfer existierte eine eigene Elektrizitätsanlage, die mit über 1000 PS Strom bis 4800 Ampere erzeugen konnte.
Außerhalb des Gebäudes befand sich auf dem 25.000 m² großen Areal eine 8000 m² Freilichtbühne, die eine 25 Meter Durchmesser fassende Drehscheibe beinhaltete, um die Aufbauten nach dem jeweiligen Stand der Sonne ausrichten zu können.

## Filme (Auswahl)
Eine Auswahl der in den Rosenhügel-Studios gedrehten Filme:
- Der tote Hochzeitsgast (Don Ramiro), 1921 (Regie: Max Neufeld)
- Samson und Delila, 1922 (Alexander Korda)
- Hoffmanns Erzählungen, 1923 (Max Neufeld)
- Hotel Potemkin (Die letzte Stunde), 1924 (Max Neufeld)
- Das Bildnis (L'Image), 1925 (Jacques Feyder; letzte Vita-Film-Produktion am Rosenhügel)
- Der Fluch, 1925 (Robert Land, Produktion der Land-Film)
- Csibi, der Fratz (Früchtchen), 1934 (Max Neufeld für Universal Pictures Wien)
- G'schichten aus dem Wienerwald, 1934 (Georg Jacoby; Bosser-Film für die Mondial-Film)
- Maskerade, 1934 (Willi Forst)
- Hohe Schule, 1934 (Erich Engel)
- ... nur ein Komödiant, 1935 (Erich Engel)
- Im weißen Rößl, 1935 (Carl Lamac)
- Episode, 1935 (Walter Reisch)
- Der Weg des Herzens (Prater), 1936 (Willy Schmidt-Gentner)
- Burgtheater (Sag' beim Abschied leise Servus), 1936 (Willi Forst)
- Die glücklichste Ehe der Welt, 1937 (E. W. Emo, Karl Heinz Manin)
- Spiegel des Lebens, 1938 (Géza von Bolváry)
- Hotel Sacher, 1939 (Erich Engel)
- Unsterblicher Walzer, 1939 (E. W. Emo)
- Leinen aus Irland, 1939 (Heinz Helbig)
- Mutterliebe, 1939 (Gustav Ucicky)
- Anton der Letzte, 1939 (E. W. Emo)
- Operette, 1940 (Willi Forst)
- Ein Leben lang, 1940 (Gustav Ucicky)
- Liebe ist zollfrei, 1941 (E. W. Emo)
- Dreimal Hochzeit, 1941 (Géza von Bolváry)
- Heimkehr, 1941 (Gustav Ucicky)
- Brüderlein Fein, 1942 (Hans Thimig)
- Wiener Blut, 1942 (Willi Forst)
- Wien 1910 (Karl Lueger, Bürgermeister von Wien), 1943 (E. W. Emo)
- Späte Liebe, 1943 (Gustav Ucicky)
- Die goldene Fessel (Der goldene Käfig / Der Zerrissene), 1944 (Hans Thimig)
- Das Herz muss schweigen, 1944 (Gustav Ucicky)
- Wiener Mädeln, gedreht 1944/45 und fertiggestellt 1949 (Willi Forst)
- Der weite Weg, 1946 (Eduard Hoesch)
- Das singende Haus, 1947 (Franz Antel)
- Der Prozeß, 1948 (G. W. Pabst)
- Der Engel mit der Posaune, 1948 (Karl Hartl)
- Märchen vom Glück (Traum vom Glück / Küß' mich, Casanova), 1949 (Arthur de Glahs)
- Kind der Donau, 1950 (Georg Jacoby)
- Frühling auf dem Eis, 1951 (Georg Jacoby)
- Seesterne, 1952 (Johannes Alexander Hübler-Kahla)
- Eine Nacht in Venedig, 1953 (Georg Wildhagen)
- Die Regimentstochter, 1953 (Georg C. Klaren, Günther Haendel)
- Der Komödiant von Wien (Girardi), 1954 (Karl Paryla, Karl Stanzl)
- Herr Puntila und sein Knecht Matti, 1955 (Alberto Cavalcanti)
- Die Wirtin zur goldenen Krone, 1955 (Theo Lingen)
- Kaiserball, 1956 (Franz Antel)
- Fidelio, 1956 (Walter Felsenstein)
- Wo die Lerche singt, 1956 (Hans Wolff)
- Der König der Bernina, 1957 (Alfred Lehner)
- Unter Achtzehn, 1957 (Georg Tressler)
- Das Dreimäderlhaus, 1958 (Ernst Marischka)
- Und ewig singen die Wälder, 1959 (Paul May)
- Die Reise, 1959 (Anatole Litvak)
- Prinzessin Olympia, 1959 (Michael Curtiz)
- Das Erbe von Björndal (Und ewig singen die Wälder. 2. Teil), 1960 (Gustav Ucicky)
- Mariandl, 1961 (Werner Jacobs)
- Die Fledermaus, 1962 (Géza von Cziffra)
- Charley's Tante, 1963 (Géza von Cziffra)
- Liebesgrüße aus Tirol, 1964 (Franz Antel)
- … und sowas muß um 8 ins Bett, 1965 (Werner Jacobs)
- Und Jimmy ging zum Regenbogen, 1971 (Alfred Vohrer)
- Ein echter Wiener geht nicht unter, 1975–1979 (Reinhard Schwabenitzky und Kurt Ockermüller)
- Das Geheimnis der eisernen Maske, 1979 (Ken Annakin)
- Der Bockerer, 1981 (Franz Antel)
- Die Strauß-Dynastie, 1990 (Marvin J. Chomsky)
- Der Bockerer II – Österreich ist frei, 1996 (Franz Antel)
- Funny Games, 1997 (Michael Haneke)
- Opernball, 1998 (Urs Egger)
- Die Klavierspielerin, 2000 (Michael Haneke)
- Der Vampir auf der Couch, 2013 (David Rühm)
- Downhill, 2020 (Nat Faxon und Jim Rash)[17]